# Ефременкова, Юлия Лаврентьевна
Юлия Лаврентьевна Ефременкова — советский хозяйственный и государственный деятель, Герой Социалистического Труда.

## Биография
Родилась в 1928 году в Брянской губернии. Член КПСС.
В 1949—1988 — младший зоотехник, бригадир птицеводческой фермы, начальник цеха птицеводческого производства совхоза «Мясново» Ленинского района Тульской области.
Указом Президиума Верховного Совета СССР от 22 марта 1966 года за достигнутые успехи в развитии животноводства, увеличении производства и заготовок мяса, яиц и другой продукции присвоено звание Героя Социалистического Труда с вручением ордена Ленина и золотой медали «Серп и Молот».
Делегат XXIII съезда КПСС.
Умерла в 2018 году в Туле.

## Награды и звания
- Герой Социалистического Труда (22.03.1966)
- Орден Ленина (22.03.1966)
- Орден Октябрьской Революции (23.12.1976)